# Escepticismo religioso

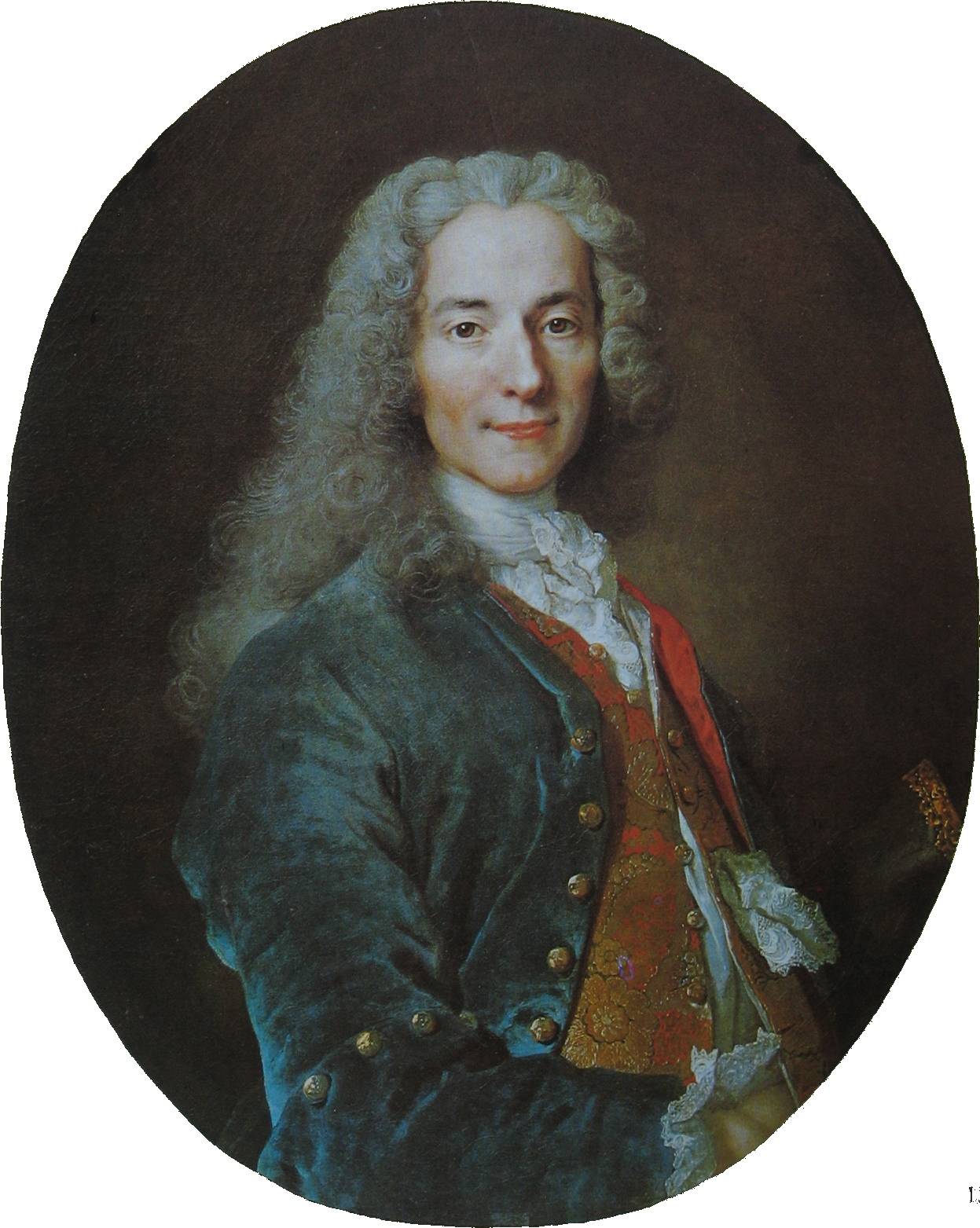
Nicolas de Largillière

El escepticismo religioso es un tipo de escepticismo relativo a la religión que no debe confundirse con ateísmo ni con agnosticismo, puesto que algunos escépticos religiosos son deístas o teístas.
Los escépticos cuestionan la autoridad religiosa y desconfían o dudan de la verdad o eficacia de alguna o varias prácticas religiosas.
El Third New International Dictionary de Webster da como uno de los tres significados de ‘escepticismo’ el que sería aplicable en este caso: «duda concerniente a los principios religiosos básicos (como inmortalidad, providencia, revelación), pero no necesariamente negativa de ellos». Se considera que hoy en día el término ‘escéptico’ se aplicaría, por lo general, al incrédulo en materia de religión.

## Historia
Jenófanes (siglos VI-V a. C.) es uno de los primeros escépticos en materia de religión de los que se tiene noticia. Popularizó su tesis de que las concepciones de los dioses, en todas las culturas, son antropomórficas y diversas: los etíopes veneran a dioses con apariencia de etíopes, los tracios a dioses que parecen tracios; si los caballos y las vacas dispusieran de manos, los caballos dibujarían dioses con aspecto de caballo, y las vacas los representarían como si fueran vacas. En definitiva, su escepticismo se resume en que ningún ser humano es capaz de llegar a certidumbre alguna en temas religiosos, y todo se reduce a meras creencias.
Casi un siglo después, Sócrates se mostró escéptico respecto a las tradiciones religiosas vigentes en Atenas. Cuestionaba la legitimidad de las creencias de su tiempo en relación con la existencia y atributos de los dioses politeístas. Fue procesado por «impiedad» y condenado a muerte por ello.
En el siglo XVII, Baruch Spinoza manifestó un escepticismo explícito ante la religión revelada a través de la formulación de una metafísica naturalista. En el Tratado teológico-político y la Ética, el autor neerlandés —basándose en las dudas ya expresadas por Isaac La Peyrère y aplicando la metodología cartesiana— formuló su escepticismo acerca de la validez de la tradición judeocristiana representada por la Biblia. Su propuesta novedosa de reemplazar tales valores por una visión exclusivamente racional provocaron el rechazo de la opinión dominante y la estigmatización de Spinoza como «ateo».